# Tribolium (Tenebrionidae)
Pour les articles homonymes, voir Tribolium.
Genre
Tribolium est un genre d'insectes coléoptères de la famille des Tenebrionidae, de la sous-famille des Tenebrioninae.

## Étymologie
Son nom latin est tiré du mot grec ancien τρίβολος tríbolos, qui signifie « (dard) à trois pointes, chausse-trappe, trident, harpon, herse ».

## Liste de sous-genres et espèces
Selon BioLib (18 juin 2021) :
- sous-genre Aphanotus LeConte, 1862
- sous-genre Eusemostene Gebien, 1940
- sous-genre Leanum Uyttenboogaart, 1934
- sous-genre Tribolium MacLeay, 1825

Espèces non classées :
- Tribolium alcinae Hinton, 1948
- Tribolium apiculum Neboiss, 1962
- Tribolium arndti Grimm, 2001
- Tribolium audax Halstead, 1968
- Tribolium bremeri Grimm, 2001
- Tribolium ceto Hinton, 1948
- Tribolium ferreri Grimm, 2001
- Tribolium parallelum (Casey, 1890)
- Tribolium quadricollis (Fairmaire, 1902)
- Tribolium semele Hinton, 1948
- Tribolium semicostatum (Gebien, 1910)
- Tribolium setosum Triplehorn, 1978
- Tribolium uezumii Nakane, 1963

## Liste d'espèces
Selon ITIS (23 oct. 2013) :
- Tribolium castaneum (Herbst, 1797)
- Tribolium confusum Jaquelin Du Val, 1868

Voir aussi Tribolium madens, selon PESI.